# فنگ شیائوتینگ
فنگ شیائوتینگ (انگلیسی: Feng Xiaoting؛ زادهٔ ۲۲ اکتبر ۱۹۸۵) بازیکن فوتبال اهل چین است.
از باشگاه‌هایی که در آن بازی کرده‌است می‌توان به باشگاه فوتبال چونبوک هیوندای موتورز، باشگاه فوتبال گوانگ‌ژو اورگراند تائوبائو، باشگاه فوتبال دائجو و باشگاه فوتبال دالیان هایچانگ اشاره کرد.
وی همچنین در تیم‌های ملی فوتبال زیر ۲۳ سال چین و چین بازی کرده‌است.